# 格诺鲍德
格诺鲍德（拉丁語：Gennobaud），（350年—390年），380年－390年在位，法兰克国王。他于公元388年入侵罗马帝国。 
格诺鲍德和马尔科梅尔、松诺入侵罗马省份日耳曼和比利时。他们冲破了特里尔的防守，大肆屠杀，蹂躏了最肥沃的土地，威胁城市科隆。这次袭击后，大部分的法兰克人和他们的战利品回到莱茵河。有些法兰克人的留在比利时的森林里。当罗马大将南尼努斯和昆提努斯在莱茵河闻讯，他们袭击剩余的法兰克军队并杀死了许多人。战后，昆提努斯越过莱茵河在法兰克人自己的国家惩罚他们；但是，他的军队被法兰克军队围攻。一些罗马士兵被淹死在沼泽，剩余的被法兰克人杀死，只有少数回到自己的帝国。
| 前任： 马洛鲍德斯 | 法兰克国王 | 继任： 马尔科梅尔 |